# Kościół Wniebowzięcia Najświętszej Maryi Panny w Starym Gołębinie
Kościół Wniebowzięcia Najświętszej Maryi Panny w Starym Gołębinie – zabytkowy kościół parafialny w Starym Gołębinie, w powiecie kościańskim, w województwie wielkopolskim.

## Historia
Kościół we wsi wzmiankowano już przed 1403 (założony przez Borków Gryżyńskich) i 1510, ale istniał w innym miejscu i został w 1660 roku rozebrany. Fundatorem nowej świątyni, drewnianej, był dziedzic wsi, Jan Domiechowski. Kościół nosił wezwanie Wniebowzięcia Najświętszej Panny Maryi i św. Jana, a wcześniej św. Urszuli i Towarzyszek. Świątynia została konsekrowana w 1677 roku. W 1870 była remontowana (potem drugi raz w 1970). Zachowało się wyposażenie z XVII-XVIII wieku, w tym dwie późnogotyckie rzeźby i portrety fundatorów z 1671.
W 1881 roku wybudowano staraniem Emila Szołdrskiego murowaną kaplicę w stylu neorenesansowym, przylegającą do północnej strony obiektu.
Podczas II wojny światowej kościół pełnił rolę magazynu amunicji dla Niemców.

## Architektura
Kościół drewniany, jednonawowy, orientowany, konstrukcji wieńcowej.